# Carl von Scapinelli

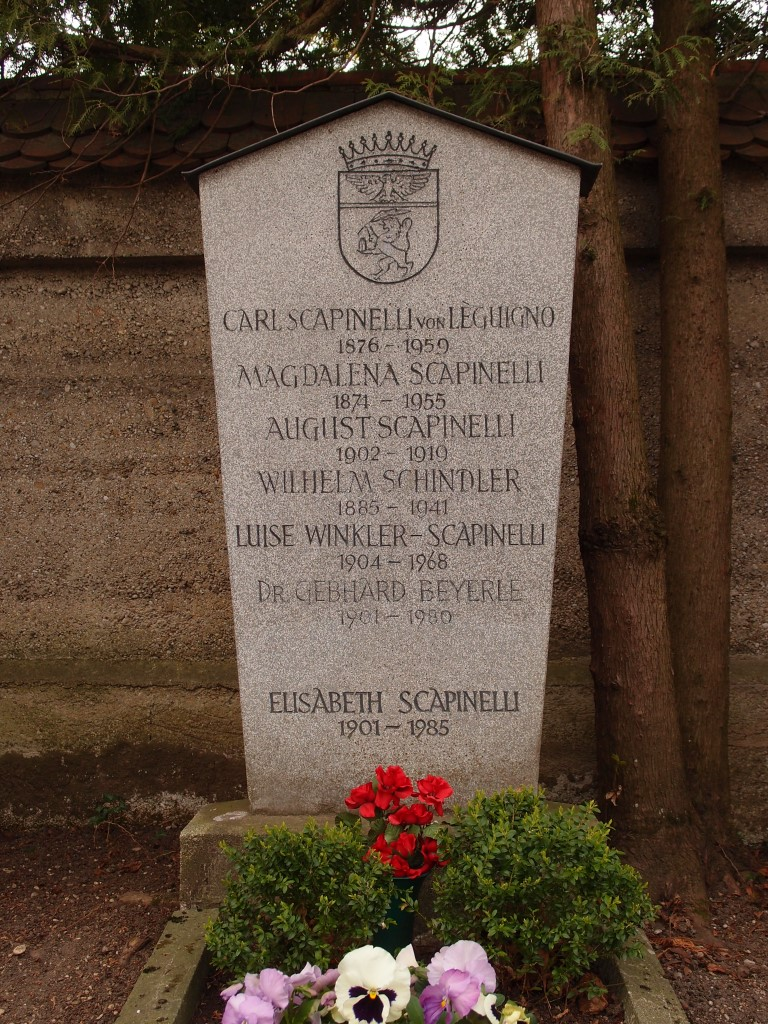
Grab von Carl von Scapinelli auf dem Friedhof Pasing in München.

Carl Graf Scapinelli von Leguigno (* 17. April 1876 in Wien; † 11. November 1959 in München) war ein österreichisch-deutscher Autor und Dramaturg.

## Leben
Scapinelli war österreichisch-ungarischer Offizier und zog 1900 als freier Schriftsteller nach München. Carl von Scapinelli gehörte zum Kreis Die Elf Scharfrichter und war Mitarbeiter des Simplicissimus und der Jugend. Im Ersten Weltkrieg war er Berichterstatter der Münchner Neuesten Nachrichten bei den k.u.k. Kaiserjägern an der österreichischen  Front, wo er schwer verwundet wurde.
Er wurde Chefdramaturg der Münchener LichtspielKunst GmbH (Bavaria Film). In seinen Romanen und Novellen variierte er die Themata Tirol, Wien und Österreich. Carl von Scapinelli liegt auf dem Friedhof Pasing, Haidelweg an der Mauer West 49 begraben. Im Münchener Stadtteil Pasing ist eine Straße nach ihm benannt.